# ماورو أيريز
ماورو أيريز (بالإسبانية: Mauro Airez) مواليد 26 أكتوبر 1968 في بوينس آيرس، هو لاعب كرة قدم أرجنتيني سابق كان يلعب كمهاجم. لعب خلال مسيرته 263 مباراة سجل خلالها 49 هدفاً.

## مرحلة الشباب

### أندية لعب لها
- جيمناسيا لابلاتا

## المسيرة الاحترافية

### أندية لعب لها
- جيمناسيا لابلاتا
- أرجنتينوس جونيورز
- إنديبندينتي
- نادي باري
- نادي بيلينينسش
- نادي بنفيكا
- إشتوريل برايا

## روابط خارجية
- ماورو أيريز على موقع قاعدة بيانات كرة القدم.إي يو (الإنجليزية)
- ماورو أيريز على موقع ناشيونال فوتبول تيمز (الإنجليزية)
- ماورو أيريز على موقع Soccerway.com (الإنجليزية)
- ماورو أيريز على موقع أوليمبيديا (الإنجليزية)